# Calycopis devia
Calycopis devia är en fjärilsart som beskrevs av Heinrich Benno Möschler 1883. Calycopis devia ingår i släktet Calycopis och familjen juvelvingar. Inga underarter finns listade i Catalogue of Life.